# Giudice Dredd
Il Giudice Dredd (in originale Judge Dredd), il cui nome completo è Joseph Dredd, è un personaggio dei fumetti creato da John Wagner (testi) e Carlos Ezquerra (disegni), da un'idea originale di Pat Mills, nel 1977. Viene pubblicato dal suo debutto sulla rivista britannica 2000 AD, di proprietà della casa di videogiochi Rebellion Developments.
Dredd è un ufficiale in una violenta città futuristica dove fa parte di un corpo d'élite denominato i Giudici. A loro vengono dati i poteri della polizia, del procuratore, della giuria e del giudice, potendo arrestare, giudicare e persino giustiziare i criminali sul posto. Questi tutori dell'ordine possiedono uniformi e armamenti d'avanguardia, in quanto rappresentano la massima espressione delle istituzioni. Gli autori hanno dichiarato che il personaggio nasce come satira della società contemporanea e come denuncia del continuo aumento di potere dei corpi di Polizia nello stato moderno democratico.
Oltre alla serie su 2000 AD, Giudice Dredd è stato pubblicato su licenza anche da case editrici statunitensi. La DC Comics gli ha dedicato una serie regolare intitolata Judge Dredd: Legend of the Law durata 18 numeri (dal 1994 al 1995) e ha realizzato alcuni crossover con personaggi quali Batman e Lobo, la Dark Horse Comics ha pubblicato albi crossover che vedono Dredd contro Alien e Predator. Dal 2012 la IDW Publishing pubblica su licenza storie originali sul personaggio il quale debutta per l'editore con una serie regolare nel novembre di quell'anno, durata 30 albi fino al maggio 2015. Le storie di questa prima serie sono tutte scritte da Duane Swierczynski; a questa seguono altre serie e miniserie a dimostrazione di un certo successo ottenuto da questa versione a stelle e strisce del Giudice, per poi ritornare nuovamente dalla DC Comics con la ristampa di Batman e Lobo in collaborazione Panini Comics, uscito il 14 settembre 2023.
Il sito web IGN ha inserito Giudice Dredd alla 35ª posizione nella classifica dei cento maggiori eroi della storia dei fumetti, dopo Jesse Custer e prima di Spawn.

## Storia editoriale

### Contesto e ideazione
Il personaggio viene creato dal duo Wagner-Ezquerra per il settimanale 2000 AD, pubblicato dalla casa editrice britannica IPC Publishing (poi divenuta Fleetway). Il debutto avviene sul n. 2 dell'allora neonata pubblicazione e continua ancora nel 2014 a essere presente sulle pagine dell'ormai storica rivista a fumetti del Regno Unito. L'idea alla base del personaggio si deve a Pat Mills, redattore e autore assunto dalla IPC nel 1975 con lo scopo di lanciare un nuovo magazine a fumetti di carattere fantascientifico che sarebbe poi stato 2000 AD. Tra i vari personaggi da inserire nelle strip settimanali della rivista, Pat comincia a elaborare l'idea di creare un detective dell'occulto dal nome Judge Dread, il quale si trova a indagare su crimini di natura sovrannaturale. Le atmosfere però si adattano poco al genere fantascientifico su cui si devono basare le storie di 2000 AD e così l'idea passa nelle mani dello scrittore John Wagner. Egli crea di fatto un personaggio nuovo dal nome definitivo Judge Dredd, un giustiziere inarrestabile facente parte di una Polizia di Stato che opera in un futuro distopico. A livello grafico viene concepito dall'artista spagnolo Ezquerra.
Nei primi anni di pubblicazione (su 2000 AD settimanalmente con storie di sei pagine) il personaggio rimane uno sterminatore di criminali alquanto unidimensionale, proiettato su una società del futuro ancora poco abbozzata. Il cambio nella qualità e spessore delle storie avviene con l'arrivo ai testi dello scrittore Alan Grant, il quale accentua la violenza, la critica anti-autoritaria e anche lo humour indispensabile nel presentare un personaggio estremo e parodistico come Dredd. Questo tono nell'affrontare le storie è rivoluzionario per una rivista che fino a quel momento è stata indirizzata principalmente a un pubblico adolescenziale. Il successo ottenuto porta però la casa editrice a rivedere i suoi piani editoriali ponendo le basi per la realizzazione di fumetti più cupi e sovversivi, creando serie quali Nemesis the Warlock, Rogue Trooper e Strontium Dog.
In una serie di carattere fantascientifico e postapocalittico bisogna anche menzionare le influenze che hanno portato alla creazione di Mega City One, la megalopoli post-atomica dove Dredd amministra la legge del suo Governo. Wagner e Ezquerra la presentano come una visione futuristica di New York dove i cittadini vivono ammassati in quartieri chiamati Cityblock; enormi torri di cemento armato che ospitano fino a 60 000 abitanti. Ognuna di queste zone deve fornire i servizi minimi necessari per l'intero arco di vita di un essere umano: dalla nascita in ospedale al forno crematorio. In una città con un tale sovraffollamento sembrerebbe quasi naturale la creazione di un corpo d'élite specializzato nell'eliminazione di chi non rispetta le regole. A questo scopo sono istituiti i Giudici di cui Joseph Dredd entra a fare parte. L'ispirazione per una città di questo tipo parte dalla situazione metropolitana reale di molte città britanniche del dopoguerra. Infatti il Governo inglese, in risposta all'aumento della popolazione tra gli anni cinquanta e sessanta, comincia a dare il via alla costruzione di enormi grattacieli di cemento che soprattutto a Londra e Glasgow sembrano desolati monoliti dell'era moderna. Già negli anni settanta infatti il piano edilizio post-bellico mostra i suoi limiti, creando un paesaggio urbano inquietante, con un addensamento di cittadini (spesso provenienti dalle fasce più povere della popolazione) difficilmente controllabile dalle forze dell'ordine.

### L'apporto creativo di Wagner e Grant
La trasformazione di Dredd in un fumetto più cupo e attento alle contraddizioni della società inglese (e per estensione quella occidentale) lo si deve alla collaborazione creativa tra John Wagner e Alan Grant. Wagner, pur essendo il creatore del personaggio ne prende il controllo creativo solo con la storyline Robots, dove i testi e la storia cominciano a denunciare i limiti di una società fortemente autoritaria come quella in cui opera Dredd. Viene inoltre deciso che il personaggio deve subire un normale processo di invecchiamento che segue il tempo reale in cui vengono pubblicate le sue storie. Quindi per ogni anno nella vita reale Dredd deve invecchiare un anno nei fumetti (dovrebbe avere sui settant'anni). Questa scelta viene operata per dare uno sviluppo (o forse declino) psicologico al personaggio e permettere di conseguenza di dare una continuity a tutte le vicende che lo riguardano. La prima vera grande epopea sul Giudice prende il nome Apocalypse War (divisa in venticinque parti) ed è incentrata su una guerra nucleare tra Mega City One e la città sovietica Est-Meg One. In questa storia Dredd si rende responsabile di un genocidio di mezzo miliardo di persone in quanto rispedisce ai sovietici una testata nucleare diretta alla sua città. La questione però sembra non procurargli nessun senso di colpa in quanto indottrinato a rispondere a un'etica limitata e nazionalista. Le conseguenze di questa sua azione si ripercuoteranno però nei trent'anni successivi della sua esistenza e gli strascichi di Apocalypse War si avvertono ancora nella storyline Day of Chaos, pubblicata nel 2012.
Nel corso degli anni ottanta il crudele fascismo di Dredd diviene ancora più ovvio ed emerge prepotentemente nella storyline America, dove il Giudice viene visto e raccontato attraverso gli occhi di una giovane immigrante che si unisce a un gruppo di attivisti pro-democratici. Essi vengono subito etichettati come terroristi dal Governo e perseguitati dai Giudici. Sarà proprio Dredd a uccidere la protagonista, che muore simbolicamente sotto la Statua della Libertà, ponendo fine a ogni tipo di sogno di uno Stato democratico e ribadendo definitivamente che tipo di Legge impartisce Dredd e l'ordine che lui rappresenta. La deriva fascista e dispotica dei Giudici raggiunge il suo apice con le storie di Alan Grant il quale porta Dredd a combattere coloro che commerciano lo zucchero perché fa ingrassare, ogni tipo di droga compresa la caffeina perché nociva, e persino i fumetti perché sono messi all'indice come letteratura sovversiva.

## Ambientazione
Le storie di Dredd sono ambientate in un futuro distopico in cui la civiltà umana è sopravvissuta all'olocausto nucleare delle "Guerre Atomiche" (chiamate Atomic Wars nelle pubblicazioni originali) e la maggior parte degli abitanti si ritrova a vivere ammassata in enormi città chiamate Mega-City. Al di fuori di queste zone urbane esistono terre desolate, contaminate da materiale radioattivo e inquinanti di ogni genere. Prendono il nome di The Cursed Earth e sono in preda a tribù di esseri umani (talvolta mutati) che vivono al di fuori di ogni legge e ordine sociale.
Il luogo in cui Dredd presta servizio come Giudice è Mega-City One, situata sulla costa est degli Stati Uniti ma dallo stesso nome è chiaro da subito che non si tratta dell'unica metropoli sopravvissuta.

### Le altre Mega-City
In ordine di apparizione cronologica la seconda metropoli a essere creata visivamente sui fumetti si trova sulla Luna e prende il nome di Luna-1. Appare a fine 1977 su 2000 AD quando Dredd ci viene mandato per prestare servizio per un breve periodo. In questa storia si accenna anche all'esistenza di altre mega-city nordamericane: Mega-City Two e Texas City. Viene infatti rivelata l'esistenza di un trattato del 2061 tra queste due e Mega-City One, con il quale si spartiscono un milione di metri quadrati di superficie lunare. Queste metropoli terrestri hanno compiti di governo e giurisdizionali su Luna-1 con il preciso obbligo di mandare a rotazione un Giudice, con carica di Judge-Marshall, per un periodo di sei mesi. Judge Dredd durante uno dei suoi primi assegnamenti lunari deve garantire l'ordine durante le prime Olimpiadi disputate sulla Luna. Successivamente Dredd vi ritorna per altre avventure tra le quali le due scritte da Rob Williams: una del 2005 intitolata Breathing Space e l'altra del 2012 dal titolo Saudade.
Nel 1978 durante la storyline Cursed Earth ci viene presentata Mega-City Two, ma solo in una breve sequenza per poi apparire anche nella pagina di apertura della storia Shok! (dove non compare Dredd) all'interno di Judge Dredd Annual del 1981. Il primo artista che la disegna è Mike McMahon che però non gli dona nessun tratto distintivo rispetto alla Mega-City One concepita da Carlos Ezquerra. La metropoli è situata in California e copre cinquemila miglia quadrate, quindi una superficie abbastanza ridotta per una mega-city del futuro. Questa città della costa ovest rimane inutilizzata per diverso tempo nelle storie dei Giudici ma viene inserita da John Wagner e Colin MacNeil nella storia Song of the Surfer (1989-1990), e da Garth Ennis e Gregg Staples in Babes in arms (anche se solo per poche pagine) nel 1992. Poco dopo questi eventi Ennis realizza la storyline Judgement Day in cui la Terra è sopraffatta da orde di zombie e cinque mega-city sono irrimediabilmente dominate dai morti viventi riportati in vita dal criminale chiamato Sabbat the Necromagus. Queste cinque metropoli, tra cui Mega-City Two, vengono distrutte da ordigni atomici per decisione dello stesso Dredd. Siamo nell'anno 2114 secondo la cronologia ufficiale dell'universo di Dredd. Nella storia Supersurf 13, pubblicata nel 1995 ci viene mostrata una Mega-City Two che è stata rifondata come una colonia di Hondo City, ma questa versione della città verrà ufficialmente cancellata dalla continuity e non viene più mostrata o menzionata. Nel 2011 gli autori Michael Carroll e Ben Willsher realizzano la storia California Babylon in cui ci mostrano dei sopravvissuti alla distruzione di Mega-City Two e nel 2013 nelle storie Wolves e The Forsaken si narra della deportazione di alcuni immigranti ex-sovietici nella zona dove prima si trovava la metropoli californiana, mettendo le basi per una sua possibile rifondazione.
Dal punto di vista editoriale la più ampia descrizione e rappresentazione di come doveva essere Mega-City Two prima della sua distruzione in Judgement Day ci viene data dai disegni di Ulises Farinas per i testi di Douglas Wolk nella miniserie Judge Dredd: Mega-City Two, pubblicata dalla casa editrice statunitense IDW nel 2014. La storia qui narrata si svolge circa vent'anni prima della distruzione della città e vede un Dredd ancora abbastanza giovane recarsi in missione nella metropoli della costa ovest. L'idea alla base della miniserie è supportata sia da Chrys Ryall (editor della IDW) e Matt Smith (editor della britannica 2000 AD). Dati i pochi resoconti e le rappresentazioni scarse della seconda Mega-City, Farinas si ritrova carta bianca nel ricreare questa metropoli del futuro. Le fonti di ispirazione a cui attinge sono eterogenee e includono: i video hip hop degli anni ottanta, i Cyberpunk Manga, la Mega-City rappresentata nel film con Sylvester Stallone degli anni novanta (di cui è un grande sostenitore), il fumetto Love and Rockets dei fratelli Hernandez, il libro Slouching Towards Bethlem della scrittrice Joan Didion e la canzone California Earthquake della cantante Cass Elliot.
Nonostante si accenni a Texas City già nel 1977 la metropoli texana viene creata visivamente solo a partire dal 1992 su Judge Dreed Magazine (vol. 2). Essa appare nel serial Texas City Sting in cui lo stesso Dredd vi si reca in missione. La metropoli texana appare sporadicamente, descritta in scarso dettaglio in alcune storie prima del 1992 ed è la zona di origine della Angel Gang.
La città storicamente antagonista di Mega City One è Est-Meg One, la città sovietica costruita sul luogo dove si trovava Mosca nel periodo precedente alle guerre atomiche. Analogamente a quanto avviene in Nord America anche in Russia e altri paesi sovietici sono nate delle metropoli chiamate Sov-City. Il primo accenno a esse avviene nel 1979 durante la storyline Battle of the Black Atlantic e il conflitto continuo tra le Mega-City americane e quelle sovietiche porterà alla cataclismatica storyline Apocalypse War in cui Dredd si macchia di genocidio e le cui conseguenze si risentiranno in tutta la continuity di Dredd fino alle ultime storie pubblicate.
La situazione geopolitica della Terra nel futuro distopico di Dredd viene esplorata in maniera più ampia a partire da metà degli anni ottanta. Nel 1986 nella storyline Atlantis si ha modo di vedere i Giudici di Brit-Cit e di avere maggiori descrizioni sulla metropoli che prende il posto di Londra (anche se l'esistenza della mega-city britannica viene accennata già qualche anno prima). Sempre negli anni ottanta si comincia a esplorare il Giappone del futuro grazie a storie quali Our Man in Hondo, Shimura e Hondo City Justice. La cultura giapponese viene presentata all'avanguardia delle innovazioni tecnologiche ma ancora fortemente legata alle tradizioni feudali. Per esempio le donne sono poste in un rango inferiore rispetto agli uomini e i giudici indossano delle armature che ricordano quelle dei samurai. Inoltre è presente la figura del ronin e la Yakuza detiene un forte potere sulla società. Non mancano riferimenti alla cultura pop giapponese come la minaccia di gigantesche creature che attaccano la città, nella tradizione dei film con protagonista Godzilla e gli altri Kaijū. La più importante mega-city giapponese viene individuata in Hondo City. Nel 1991 Mark Millar ambienta la storyline Red Razors alcuni decenni avanti rispetto alla continuity di Dredd e ha modo di descrivere una sua visione del futuro della Russia e i popoli che la abitano. Nello stesso anno Garth Ennis e Steve Dillon su 2000 AD portano Dredd in Irlanda nella storyline Emerald Isle in cui l'isola ci viene mostrata come un enorme parco a tema. In una storyline del 1993 intitolata Book of the Dead, Grant Morrison, Mark Millar e Dermot Power creano la mega-city egiziana Luxor dove si reca Joe Dredd. A essa farà seguito (tra il 1993 e il 1996) la creazione di diverse altre mega-city africane, introducendo anche i Pan-African Judges, cioè un corpo di Giudici avente giurisdizione in Africa. Le storie ambientate in questo continente sono disegnate in gran parte (e talvolta scritte) dall'artista di origine nigeriana Ajibayo Akinsiku (detto anche Siku).

## Team-up

Copertina di Glenn Fabbry da "Batman Library 12 - Batman/Judge Dredd 02", edizione italiana RW Edizioni

A metà degli anni ottanta comincia a nascere l'idea di fare incontrare Dredd con personaggi di altri universi fumettistici o quantomeno di realizzarne delle storie al di fuori della rivista 2000 AD. Nel 1986 si comincia a discutere di un possibile team-up con Batman della statunitense DC Comics. La realizzazione del progetto sarebbe dovuta ricadere su Alan Moore ai testi (il quale pare abbia realizzato un soggetto) e Brian Bolland ai disegni, ma l'opera non viene realizzata. Nel 1988 c'è un piano per realizzare una graphic novel su Judge Dredd/Batman scritta da John Wagner e Alan Grant (all'epoca ai testi della serie Detective Comics) e disegnata da Alan Davis e Paul Neary. Anche quest'opera rimane però incompiuta. L'incontro tra Batman e Dredd è però solo rimandato di qualche anno perché nel 1991 esce l'albo Batman/Giudice Dredd: Giudizio su Gotham disegnato da Simon Bisley con ai testi il duo Wagner-Grant. L'opera ha un grande successo e rientra tra gli inter-company comics cross-overs, cioè quelle storie a fumetti in cui due editori realizzano un incontro tra personaggi del loro universo fumettistico e che sono quindi editorialmente rivali. In questo caso abbiamo il Giudice Dredd (personaggio della britannica Fleetway) che incontra Batman (della DC Comics). Tra l'altro questa storia risulta essere in continuity con quanto accade a Dredd nelle sue pubblicazioni originali. Infatti nella sua storia successiva che cronologicamente è Judge Death: The True Story, il Giudice è tenuto in custodia in quanto viene catturato dal Giudice Anderson alla fine di Giudizio su Gotham.
Il duo Grant-Wagner si mette subito al lavoro per un nuovo team-up tra il Cavaliere Oscuro e il Giudice Dredd. Ai disegni viene chiamato Glenn Fabry, divenuto celebre per i suoi disegni delle storie di Slàine su 2000 AD. L'opera subisce però un notevole rallentamento nella sua realizzazione, soprattutto per la lentezza di Fabry nel completare le sue tavole dipinte. Viene ultimata e pubblicata solo nel 1998 come miniserie in due parti con il titolo Batman/Judge Dredd: Die Laughing. Fabry viene supportato nei disegni da altri due artisti quali Jason Brashill e Jim Murray. Nonostante il ritardo nell'uscita la storia è ancora messa in continuity con le vicende di Dredd, infatti qui viene ucciso un personaggio secondario ma importante e viene portata avanti la storyline che riguarda i Dark Judges. Nel frattempo Alan Grant e John Wagner realizzano altri intercompany cross-overs con la DC. Si tratta di Batman/Giudice Dredd: Vendetta a Gotham (del 1993), Batman/Giudice Dredd: L'ultimo enigma (del 1995) e del primo team-up di Dredd che non sia con Batman cioè Lobo/Giudice Dredd: Motociclisti sbrokkati contro mutanti infernali. Questo albo ha come co-protagonista Lobo, uno degli anti-eroi di maggior successo per la DC negli anni novanta.
Nel 1997 comincia la collaborazione tra la Fleetway e la Dark Horse Comics che porta al primo incontro-scontro tra Joseph Dredd e un personaggio appartenente a un universo cinematico, cioè il feroce cacciatore alieno Predator di cui la Dark Horse detiene i diritti per le pubblicazioni a fumetti. Nasce così la miniserie di tre numeri Predator contro Giudice Dredd realizzata da John Wagner (testi) e Enrique Alcatena (disegni). L'opera viene pubblicata negli Stati Uniti dalla Dark Horse e serializzata nel Regno Unito su Judge Dredd Magazine (contemporaneamente nel 1997). Nel 2003 Dredd affronta gli Alien, altri personaggi cinematografici alieni facente parte dell'universo di Predator e pubblicato anch'esso dalla Dark Horse. Si tratta di una miniserie in quattro parti dal titolo Giudice Dredd contro Aliens, realizzata da John Wagner e Andy Diggle (ex redattore di 2000 AD) ai testi e disegnata da Henry Flint. La storia è in continuity con le pubblicazioni settimanali inglesi di Dredd e porta a conclusione una sotto-trama sviluppata nell'arco narrativo Out of the Undercity introducendo un nuovo personaggio ricorrente dal nome Judge Sanchez.
Dopo quest'ultima miniserie passano dieci anni prima di un nuovo inter-company cross-over per Dredd e l'occasione comincia a materializzarsi quando la statunitense IDW Publishing prende i diritti per la ideazione e pubblicazione di nuove storie del Giudice Dredd (e altri personaggi di 2000 AD) negli USA. Da questa collaborazione nasce la miniserie Mars Attacks Judge Dredd, pubblicata nel 2013. L'opera vede Dredd affrontare gli invasori alieni marziani della serie di card della Topps i cui diritti per la pubblicazione a fumetti sono (in questo periodo) della IDW. Viene realizzata da Al Ewing ai testi (autore della storyline del 2012 di Dredd The Cold Deck) e disegnata da John McCrea, che ha già disegnato Dredd nel serial Chopper: Earth, Wind and Fire su Judge Dredd Magazine nel 1990.
Il 27 luglio 2016 viene distribuita la miniserie Predator contro Giudice Dredd contro Aliens. Pubblicata dalla Dark Horse Comics, vede ai testi John Layman (scrittore vincitore di un Eisner Award) e ai disegni Chris Mooneyham, le copertine sono realizzate da Glenn Fabbry. A distanza di tredici anni si realizza quindi una nuova storia che vede Dredd contro Alien e in cui viene coinvolto anche Predator, già affrontato dal Giudice in una storia del 1997. La durata della limited-serie è di quattro albi.

## Altri media
Dredd è stato protagonista di film, videogiochi, romanzi, giochi da tavolo, giochi di ruolo, giochi di carte collezionabili e radio drama.
Inoltre la band thrash metal Anthrax ha preso spunto del fumetto per la canzone I Am the Law dell'album Among the Living.

### Cinema

Il Giudice Dredd interpretato da Karl Urban nel film Dredd - Il giudice dell'apocalisse.

- Il personaggio viene portato sul grande schermo per la prima volta nel 1995 con il film Dredd - La legge sono io (Judge Dredd), diretto da Danny Cannon, dove nei panni del Giudice Joseph Dredd troviamo Sylvester Stallone; il film incassò 113 milioni di dollari a fronte di un budget di 90 milioni. L'opera si classifica all'80º posto (come incassi in USA) tra i film basati su opere a fumetti (realizzati dal 1978 in poi)[13].
- Il 21 settembre 2012 esce un nuovo film tratto dai fumetti del Giudice Dredd e intitolato semplicemente Dredd - Il giudice dell'apocalisse (Dredd)[14]. La storia e i personaggi non hanno alcun legame con l'adattamento precedente e difatti l'attore che interpreta Dredd è Karl Urban[14]. Il film è diretto da Pete Travis e prodotto dalla Lions Gate Entertainment. Rispetto alla pellicola di Cannon l'opera viene accolta favorevolmente dalla critica che ne apprezza la violenza volutamente eccessiva contrapposta al tono autoironico di fondo e allo humor presente in diverse scene[14], ma si rivela un flop ai botteghini, dove incassa solamente 35 milioni di dollari in tutto il mondo, a fronte del budget di 50 milioni[15]. Nella classifica dei film basati su opere a fumetti (in relazione agli incassi USA dal 1978) si colloca solo al 103º posto[13]. Nonostante lo scarso successo negli incassi cinematografici, il film ha un grande successo nelle vendite in DVD e Blu-ray Disc[16]. La versione per l'home video esce il 13 gennaio 2013 e debutta al primo posto per copie vendute secondo la classifica Nielsen VideoScan First Alert Sales, battendo il lungometraggio Frankenweenie della Walt Disney (secondo posto) e risollevando le aspettative per le potenzialità del franchise di Dredd al livello multimediale[16]. In seguito al rinato interesse per il personaggio negli USA, grazie anche alle serie della IDW Publishing, la casa editrice inglese Rebellion decide di realizzare il sequel del film in una storia a fumetti dal titolo Dredd: Underbelly (movie sequel) One-Shot[17]. Si tratta di un albo unico con la peculiarità di essere il primo fumetto britannico su Dredd a essere pubblicato nel classico formato dei comics statunitensi (32 pagine a colori, spillato)[17]. Viene distribuito a partire da gennaio 2014 attraverso i comic stores (o fumetterie), nel formato per Kindle Fire, nook e 2000 AD iPad App[17].

### Videogiochi
Videogiochi basati con licenza ufficiale sul personaggio:
- Judge Dredd (1986) della Melbourne House per Commodore 64, ZX Spectrum
- Judge Dredd (1990) della Virgin Games per Amiga, Atari ST, Commodore 64
- Judge Dredd (1995) della Acclaim Entertainment per DOS, Game Boy, Game Gear, Mega Drive, SNES; con riferimenti in particolare al film del 1995
- Judge Dredd (1997) della Gremlin Interactive per sala giochi e PlayStation
- Judge Dredd Pinball (1998) della Pin-Ball Games per DOS e Windows, simulatore di flipper; esiste anche un vero flipper sul Giudice Dredd
- Judge Dredd: Dredd vs Death (2003) della Sierra Entertainment per GameCube, PlayStation 2, Windows, Xbox
- Judge Dredd vs Zombies (2011) della Rebellion Developments per Android, iOS, Windows Phone
- Judge Dredd: Countdown Sector 106 (2012) della Tin Man Games per Android, iOS, Linux, Macintosh, Windows, libro interattivo